# Tomás Regalado
Tomas Regalado (ur. 7 listopada 1861 w Santa Ana, zm. 7 lipca 1906 w Gwatemali) – generał armii Salwadoru, polityk, przywódca zamachu stanu 1898, na skutek którego wycofany został Salwador z federacji z Hondurasem i Nikaraguą, prezydent kraju od 14 listopada 1898 do 1 marca 1903, następnie naczelny dowódca armii. W 1906 wziął udział w zatargach z Gwatemalą po tym, jak Pedro José Escalón wsparł próbę obalenia tamtejszego dyktatora. Regalado poległ na polu bitwy.